# Orivesi
Orivesi är en stad i landskapet Birkaland i Finland. Orivesi har omkring 9 000 invånare och har en yta på 960 km². Den västra delen av Längelmäki kommun sammanslogs med staden den 1 januari 2007. Det finns två tätorter i staden: Orivesi centraltätort och  Hirsilä. Aakkola är en by i staden.

## Historik
Orivesi, som befolkades på 1400-talet, ingick ursprungligen som kapell i Kangasala kyrksocken och blev en fullständigt självständig församling 1540. Den nuvarande kyrkan, uppförd 1961, är den femte i ordningen och den första som inte är byggd av trä. I socknen framträdde 1775 en religiös rörelse, som gav anledning till flera rättegångar och var orsaken till att sockenadjunkten avsattes. Under kriget 1918 utkämpades 18-20 mars hårda strider vid Orivesi station, då röda trupper och flyende civila bröt sig igenom norrifrån i riktning Tammerfors. På orten fanns 1904–1953 landets sista leprahospital, inrymt i en f.d. reservkasern. Orivesi blev stad 1986. Med denna förenades 2007 Jämsä och Längelmäki kommuner.

## Politik

### Mandatfördelning i Orivesi stad, valen 1976–2021
| 6 | 9 | 7 | 2 |  | 10 |

| 4 | 11 | 7 |  | 2 | 10 |

| 3 | 11 |  | 6 | 3 | 11 |

| 3 | 11 |  | 8 |  | 11 |

| 2 | 13 |  | 8 | 3 | 8 |

| 2 | 12 |  | 7 |  | 2 | 10 |

| 3 | 12 |  | 7 | 3 | 9 |

| 3 | 13 | 7 | 3 | 9 |

| 22 | 13 |

| 2 | 10 |  |  | 7 | 4 | 10 |

| 21 | 14 |

| 3 | 9 |  | 3 | 7 | 2 | 10 |

| 21 | 14 |

| 3 | 9 |  | 2 | 6 |  | 9 |

| 18 | 13 |

| 3 | 8 |  | 4 | 5 |  | 9 |

| 14 | 17 |

## Demografi

### Befolkningsutveckling
| Befolkningsutvecklingen i Orivesi stad 1975–2020                                                             | Befolkningsutvecklingen i Orivesi stad 1975–2020 | Befolkningsutvecklingen i Orivesi stad 1975–2020 | Befolkningsutvecklingen i Orivesi stad 1975–2020 | Befolkningsutvecklingen i Orivesi stad 1975–2020 |
| --- | ------------------------------------------------ | ------------------------------------------------ | ------------------------------------------------ | ------------------------------------------------ |
| |                                                  |                                                  |                                                  |                                                  |
| År |                                                  |                                                  | Folkmängd                                        |                                                  |
| 1975 | 1975                                             |                                                  | 8 897                                            |                                                  |
| 1980 | 1980                                             |                                                  | 8 854                                            |                                                  |
| 1985 | 1985                                             |                                                  | 9 086                                            |                                                  |
| 1990 | 1990                                             |                                                  | 9 196                                            |                                                  |
| 1995 | 1995                                             |                                                  | 9 012                                            |                                                  |
| 2000 | 2000                                             |                                                  | 8 886                                            |                                                  |
| 2005 | 2005                                             |                                                  | 8 929                                            |                                                  |
| 2010 | 2010                                             |                                                  | 9 617                                            |                                                  |
| 2015 | 2015                                             |                                                  | 9 408                                            |                                                  |
| 2020 | 2020                                             |                                                  | 9 008                                            |                                                  |
| Anm: Uppgifterna avser förhållandena den 31 december nämnda år enligt områdesindelningen den 1 januari 2022. |                                                  |                                                  |                                                  |                                                  |

## Sport
Oriveden Ponnistus har aktivitet i flera sporter. De blev finska mästare i volleyboll 1997.

## Bilder

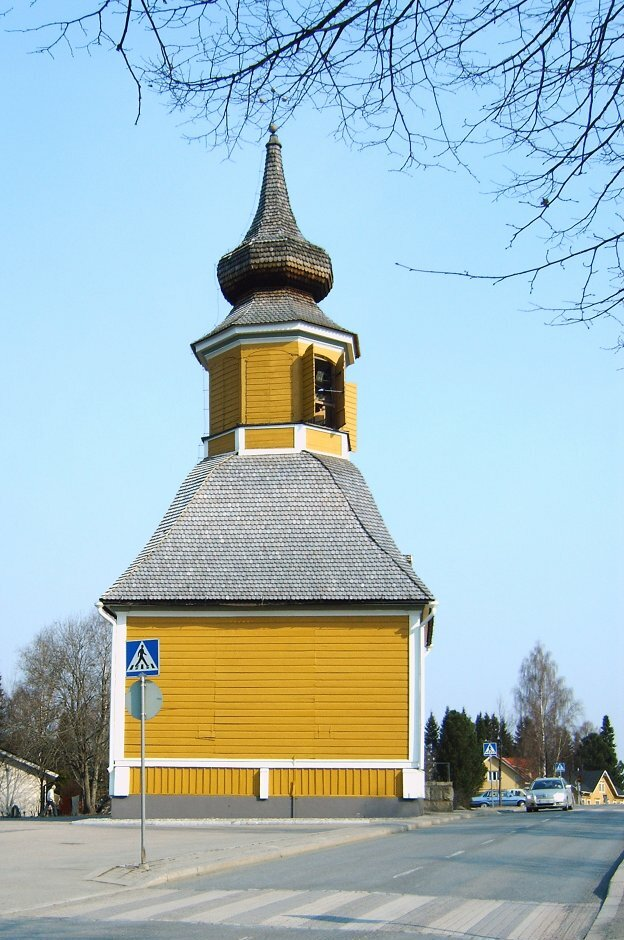
Orivesi gamla klocktorn
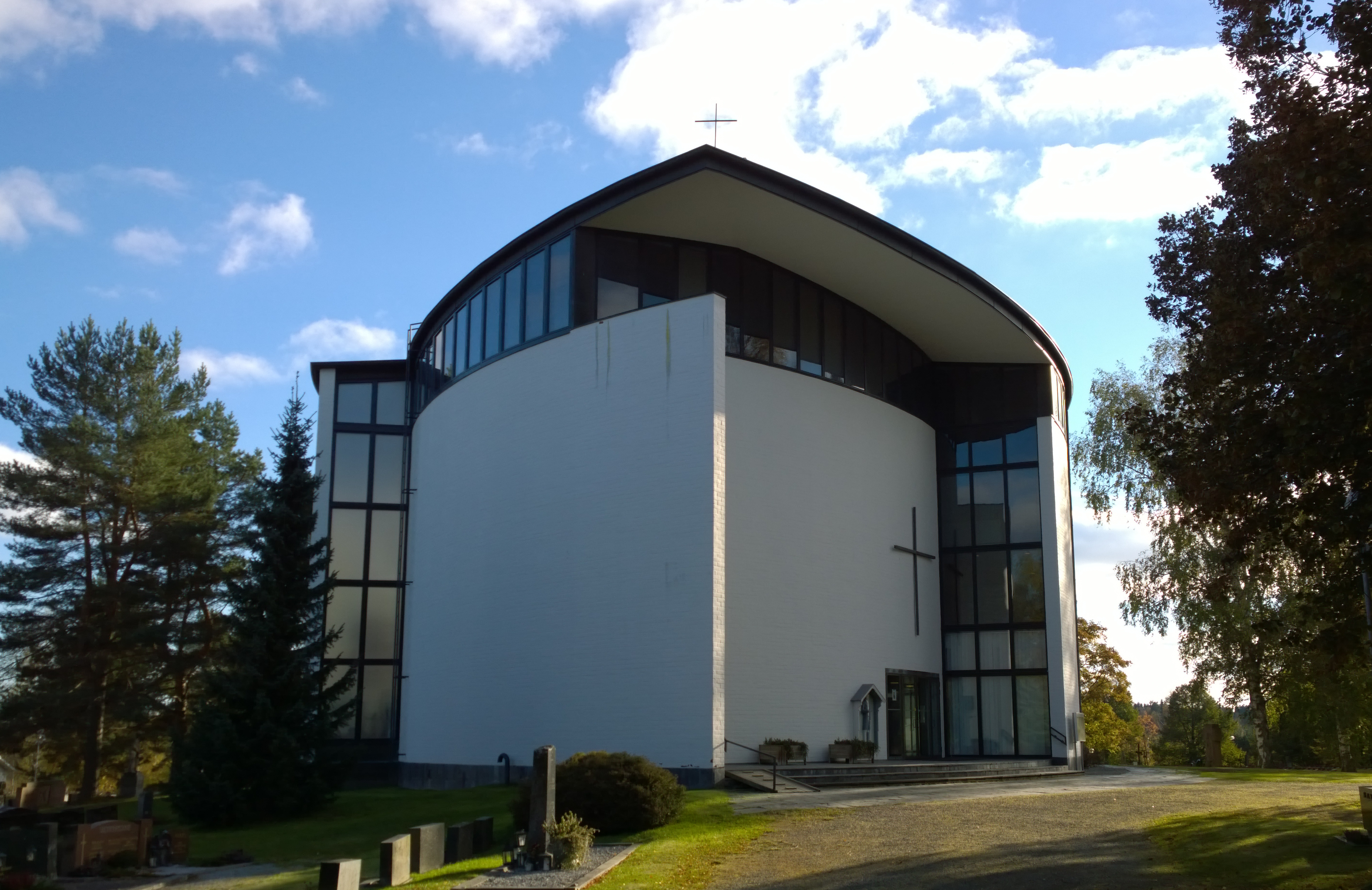
Nya kyrkan, Orivesi
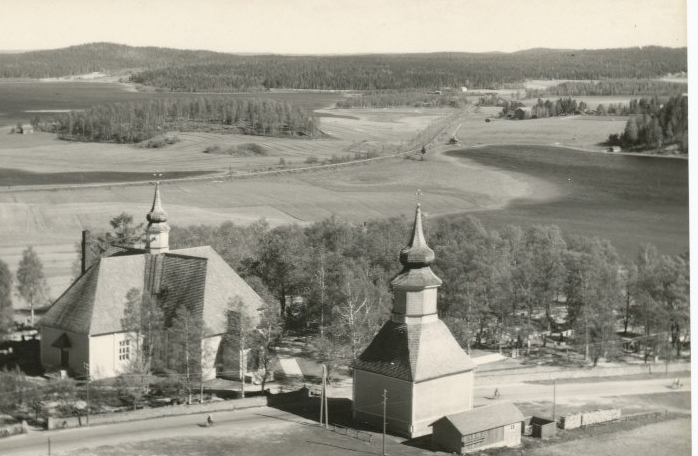
Gamla kyrkan
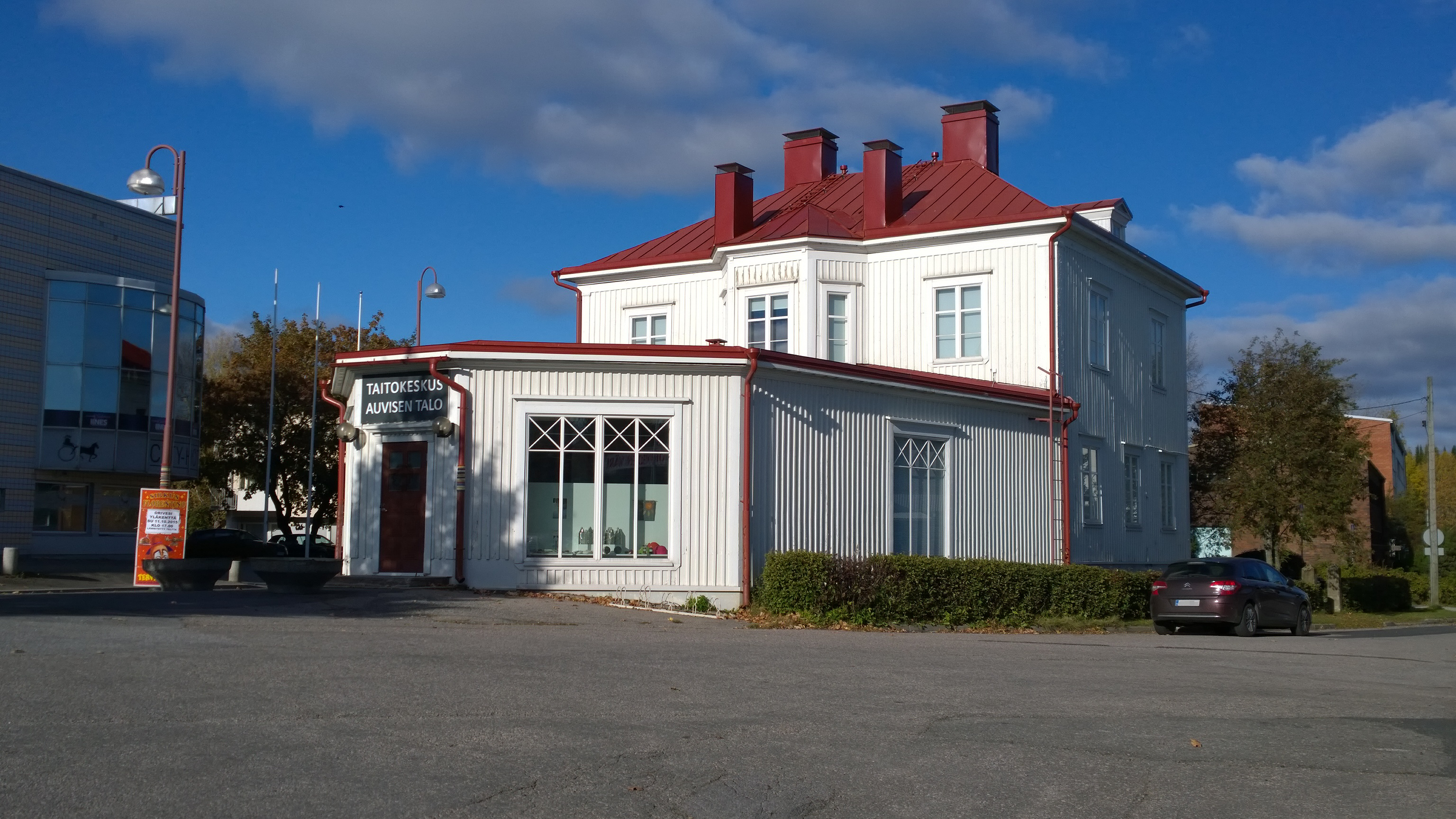
Auvinens hus
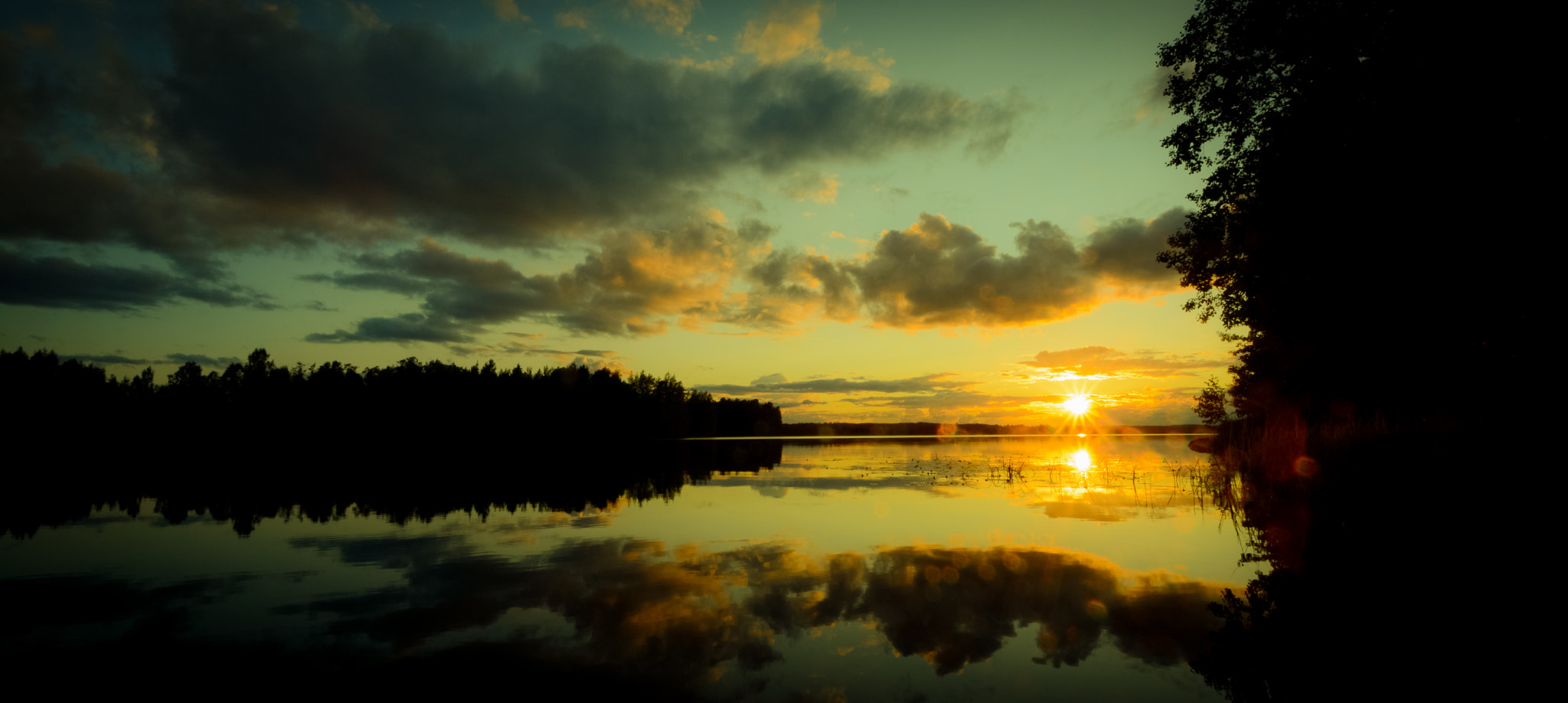
Solnedgången på Eräjärvi sjö
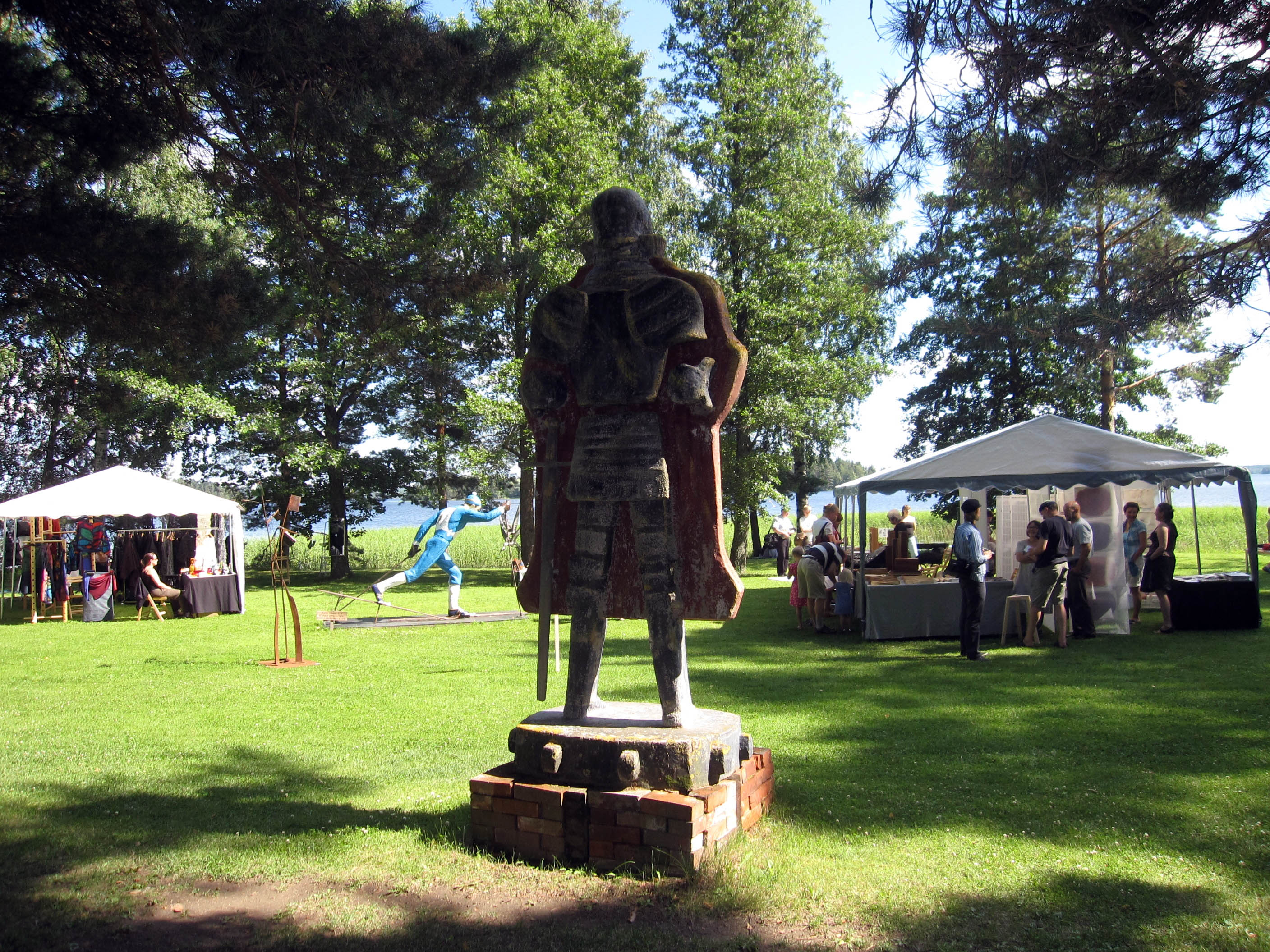
Purnu konstutställning i Orivesi (2009)
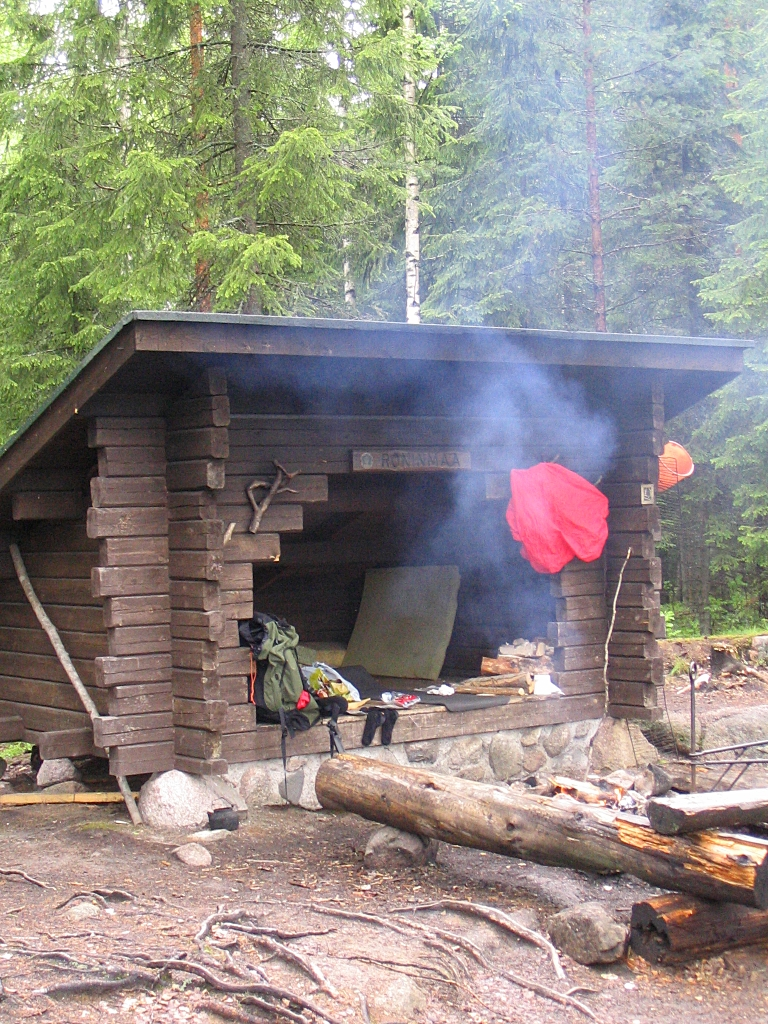
Ett vindskydd ('laavu') i Pukalaområdet
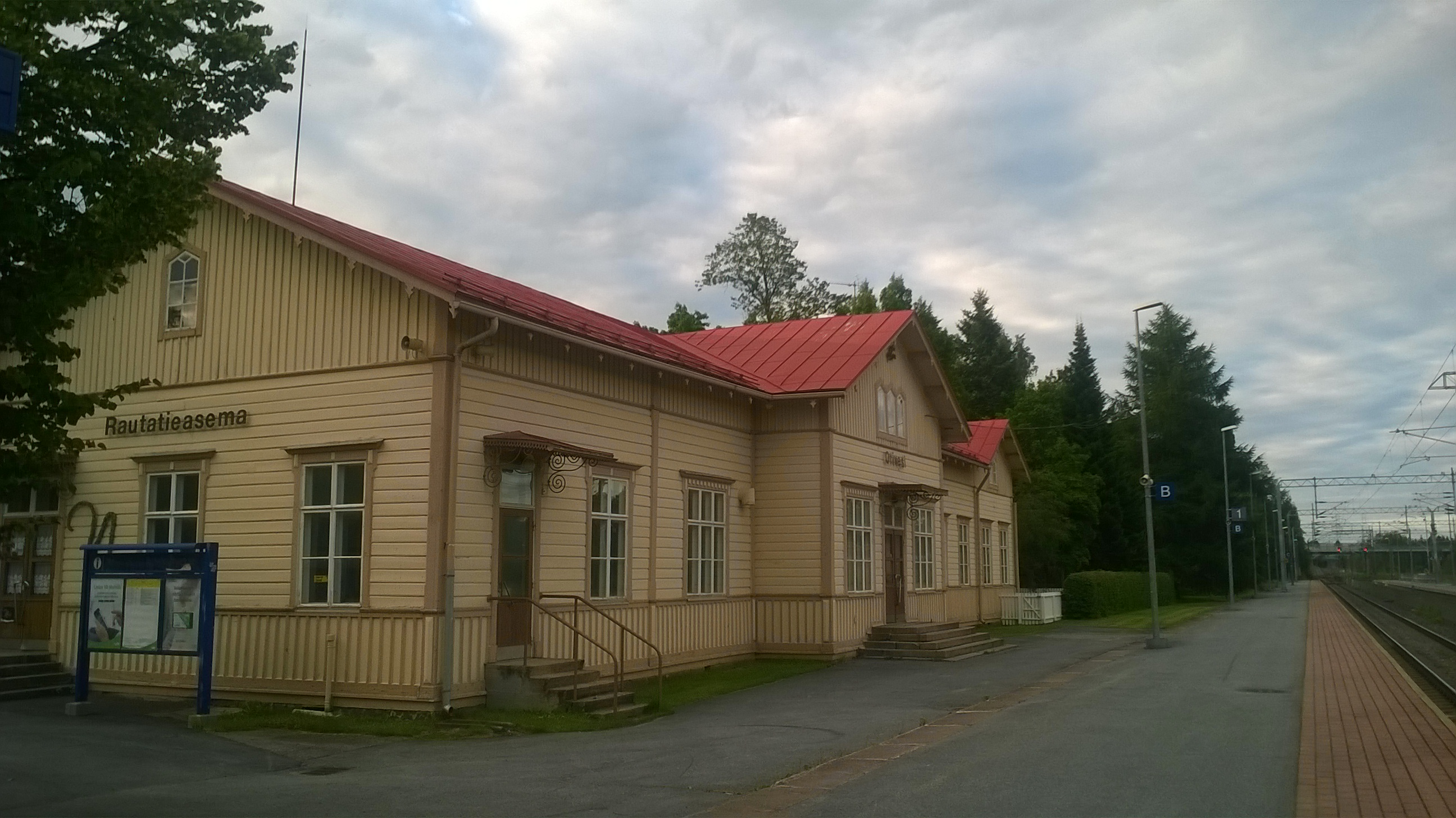
Orivesi järnvägsstation
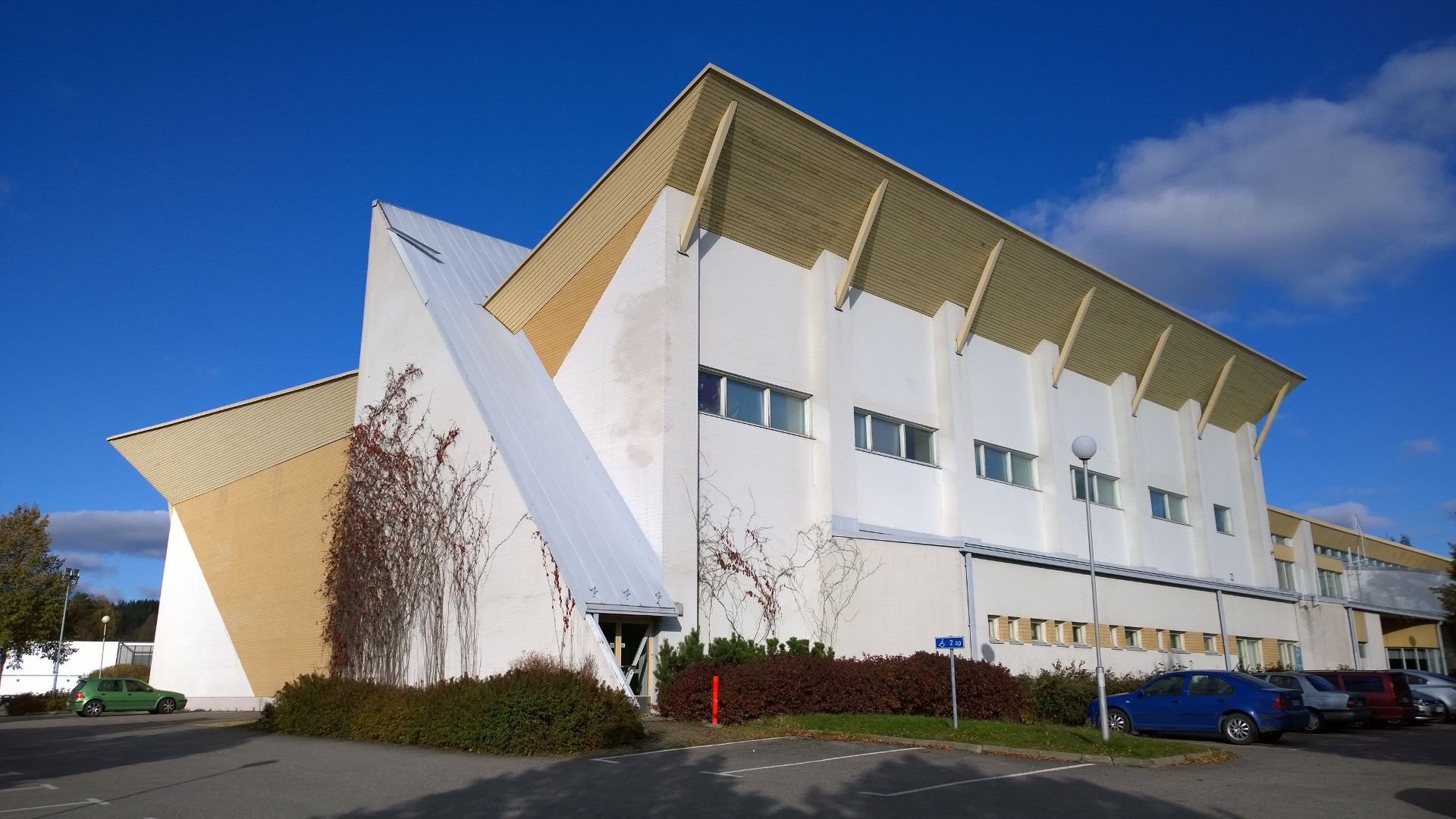
Orivesi sport arena (från 1988)
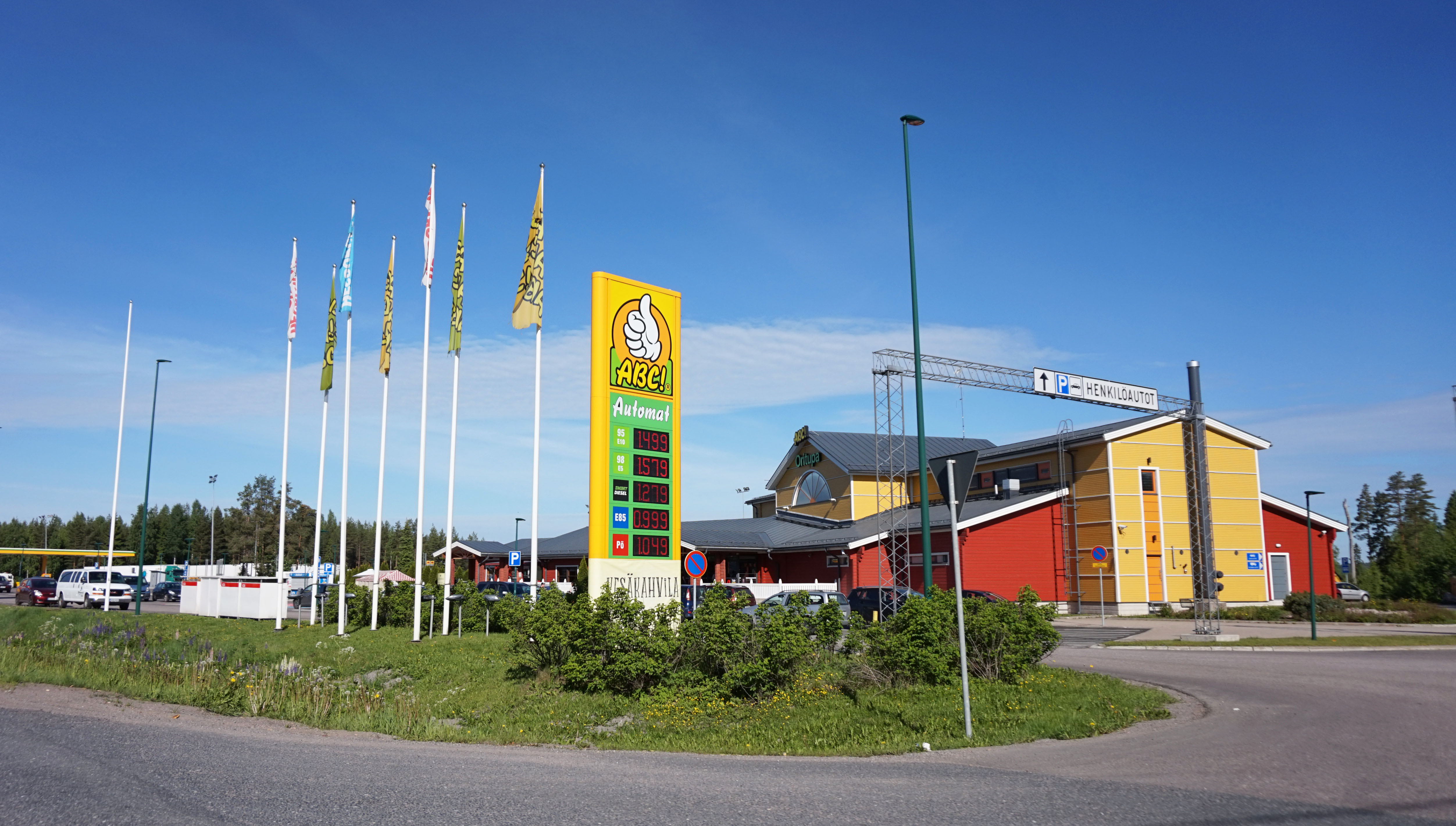
ABC bensinstation i Orivesi vid väg 9